# Vargem
Vargem este un oraș în Santa Catarina (SC), Brazilia.